# Qiji, Anhui
Qiji (kinesiska: 祁集) är en köping  i östra Kina. Den ligger i stadsdistriktet Panji i staden Huainan i provinsen Anhui, omkring 210 kilometer norr om provinshuvudstaden Hefei.